# Слэп

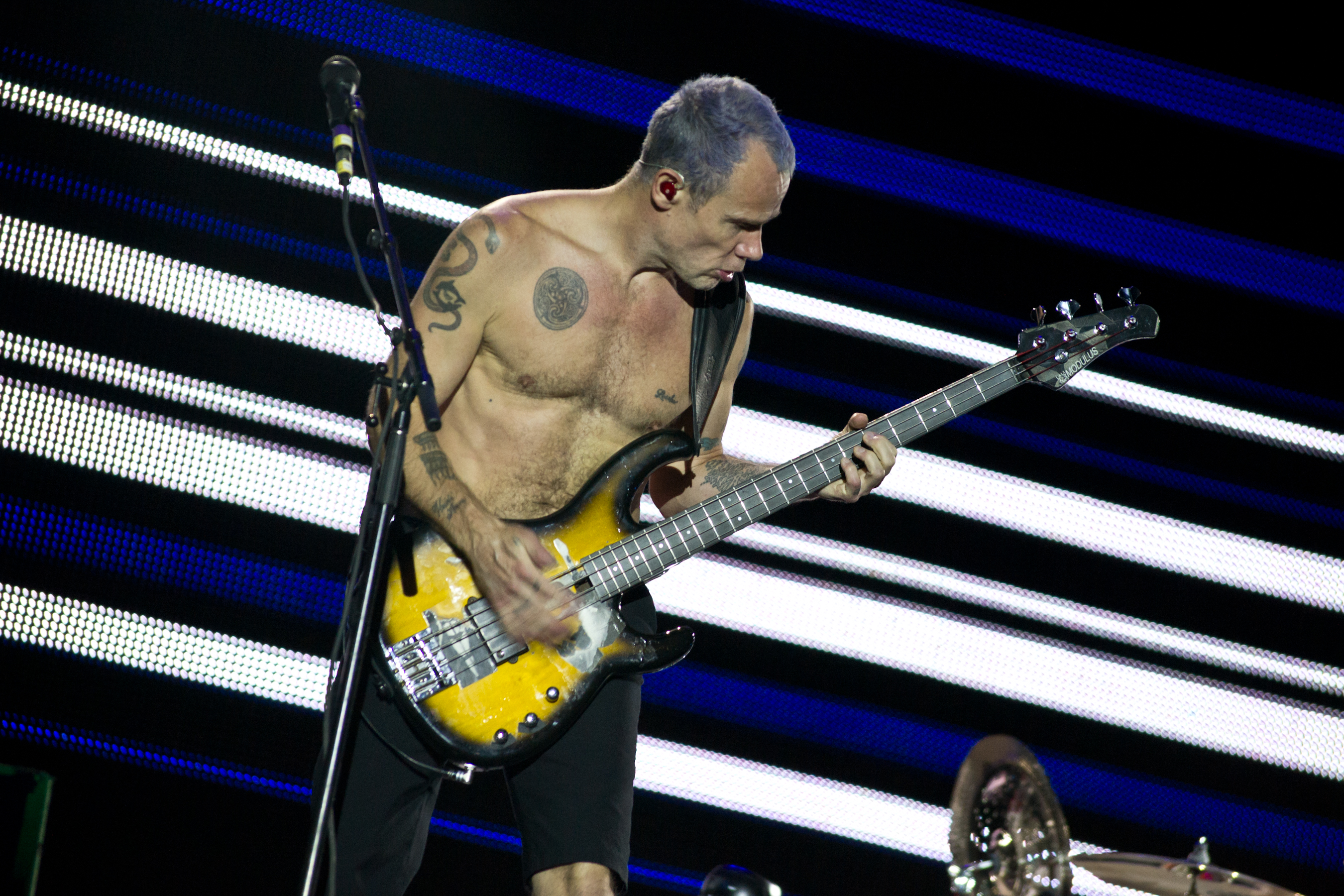
Бас-гитарист Red Hot Chili Peppers Фли играет слэпом на своей бас-гитаре Modulus

Слэп или слэппинг (от англ. Slapping and popping — шлепки и подцепы) — техника игры на различных видах инструментов. Термин имеет несколько значений.

## Описание
Для бас-гитары игра слэпом заключается в ударе фалангой большого пальца о струны. Чаще всего удары наносятся по толстым (третьей или четвёртой) струнам инструмента. Немаловажным элементом слэпа является чередование этих ударов с резкими подцепами более тонких струн первым или вторым пальцами. Струны при этом издают характерные резкие щелчки о металлические лады. Между тем, струны на грифе другой рукой при игре слэпом зажимаются так же, как при игре пиццикато или медиатором.
Слэп на струнных инструментах — это усиленное пиццикато, при котором дёргающее усилие столь велико, что струна ударяется о гриф, вызывая особый звук. Другое название данного приёма у струнных — «Bartok-pizzicato», так как именно венгерский композитор Бела Барток ввёл его в свои сочинения. В джазе контрабасовый слэп появился в конце 1920-х годов, обрёл популярность в 1940-е, затем перекочевал в рокабилли, а потом и в сайкобилли.
Слэп на деревянных духовых инструментах появился в середине XX века. Первыми композиторами, применившими данный приём на флейте, были французские композиторы Клод Дебюсси и Эдгар Варез. На флейте различают два вида слэпа — языковой и губной. Также возможен и закрытый слэп, то есть слэп с закрытым амбушюром.
На кларнете слэп появился в начале XX века в джазе. Различают два вида — открытый (очень громкий) и закрытый слэп (может исполняться как тихо, так и громко). Такая же техника слэпа и на саксофоне.
Слэпы на гобое и фаготе тоже имеют два вида, но они отличаются от предыдущих. Первый вид слэпа схож с закрытым кларнетовым слэпом, а второй исполняется без трости.
Слэпы на медных духовых инструментах также возможны. Они берутся при помощи быстрого произношения слога «фт» в мундштук. В практике медных духовых употребляется довольно редко.
Слэп также возможен и на фортепиано. Возник он на рояле в середине XX века. Извлекается он следующим образом. Одна рука держит пальцем струну на рояле, а вторая играет по клавишам этот же звук. Звук становится приглушённым.

## История
На контрабасе, прародителе бас-гитары, первыми применили эту технику Стив Браун (1890–1965), Билл Джонсон (1872–1972), Попс Фостер (1892–1969), Велман Брауд (1891–1966) и Честер Зардис (1900–1990).